# Pont Rio Negro
Le pont Rio Negro est un pont à haubans situé entre les villes de Manaus et d'Iranduba dans l'État de l'Amazonas, au Brésil. Sa construction démarre en 2007 et il est inauguré le 24 octobre 2011. Il mesure une longueur de 3 595 mètres. Son coût est d'environ un milliard de réaux. 